# 諾爾辰半島
諾爾辰半島（挪威語：Nordkinnhalvøya）是挪威的半島，位於芬馬克郡，東面是塔納峽灣，長75公里、寬40至50公里，最高點海拔高度486米，該地區自9,000年前有人類居住。